# Raf Reyntjens
Raf Reyntjens (ur. w 1975) – belgijski reżyser krótkich filmów i teledysków.

## Filmografia

### Krótkie filmy
Źródło: Internet Movie Database

#### Jako reżyser
| Rok  | Tytuł                      |
| ---- | -------------------------- |
| 1999 | About Love                 |
| 2004 | A Message from Outer Space |
| 2007 | The Police Chief's Son     |
| 2008 | Tunnelrat                  |

#### Jako reżyser sztuki
| Rok  | Tytuł      |
| ---- | ---------- |
| 1999 | About Love |
| 2001 | Blind Date |

#### Jako pierwszy asystent reżysera
| Rok  | Tytuł                  |
| ---- | ---------------------- |
| 2002 | Les enfants de l'amour |

#### Jako producent
| Rok  | Tytuł                      |
| ---- | -------------------------- |
| 1999 | Nacht                      |
| 2004 | A Message from Outer Space |
| 2008 | Tunnelrat                  |

### Teledyski

#### Jako reżyser
Źródło: Caviar
| Rok  | Tytuł                | Artysta        | Uwagi                             |
| ---- | -------------------- | -------------- | --------------------------------- |
| –    | „One Night Stand”    | Studio Brussel |                                   |
| –    | „Satisfaction”       | Equal Pay Day  |                                   |
| –    | „Tiger”              | Thomas Cook    |                                   |
| –    | „More Possibilities” | Belgacom       |                                   |
| 2011 | „Peace or Violence”  | Stromae        | We współpracy z Jorisem Rabijnsem |
| 2013 | „Papaoutai”          | Stromae        |                                   |

## Nagrody
W 2005 roku podczas 23. edycji Międzynarodowego Festiwalu Filmów Fantastycznych w Brukseli i 4. edycji Toronto Fantasy Worldwide Film Festival wspólnie z Roelem Mondelaersem zdobył nagrodę Festival Prize za film A Message from Outer Space w kategorii Short Film. W 2006 roku podczas 4. edycji International Festival of Cinema and Technology wraz z Roelem Mondelaersem, Marianem Vanhoofem i Geoffreyem Enthovenem za film A Message from Outer Space zdobył trzecie miejsce w Honorable Mention w kategorii Best European Short.
Otrzymał dwie nagrody za teledysk do „Peace or Violence” Stromae'a.